# ATP Challenger Kaduna
Das ATP Challenger Kaduna (offiziell: Kaduna Challenger) war ein Tennisturnier, das von 1980 bis 1985 mit Ausnahme von 1982 und 1984 jährlich in Kaduna, Nigeria, stattfand. Es gehörte zur ATP Challenger Tour und wurde im Freien auf Sand gespielt. Chris Mayotte gewann mit je einem Titel in Einzel und Doppel das Turnier mehrfach.

## Liste der Sieger

### Einzel
| Jahr | Sieger             | Finalgegner        | Ergebnis          |                   |
| ---- | ------------------ | ------------------ | ----------------- | ----------------- |
| 1985 | Hans-Peter Kandler | Alfonso González   | 2:6, 6:4, 6:0     |                   |
| 1984 | nicht ausgetragen  | nicht ausgetragen  | nicht ausgetragen | nicht ausgetragen |
| 1983 | Patrice Kuchna     | Hans-Peter Kandler | 7:5, 6:4          |                   |
| 1982 | nicht ausgetragen  | nicht ausgetragen  | nicht ausgetragen | nicht ausgetragen |
| 1981 | Gianluca Rinaldini | Gerald Mild        | 6:3, 6:4          |                   |
| 1980 | Chris Mayotte      | John Feaver        | 1:6, 6:3, 6:3     |                   |

### Doppel
| Jahr | Sieger                       | Finalgegner                   | Ergebnis          |                   |
| ---- | ---------------------------- | ----------------------------- | ----------------- | ----------------- |
| 1985 | Richard Akel Jeff Arons      | Haroon Ismail Fotis Vazeos    | 6:3, 6:3          |                   |
| 1984 | nicht ausgetragen            | nicht ausgetragen             | nicht ausgetragen | nicht ausgetragen |
| 1983 | Mike Barr Jakob Hlasek       | Bernhard Pils Helmar Stiegler | 6:4, 6:1          |                   |
| 1982 | nicht ausgetragen            | nicht ausgetragen             | nicht ausgetragen | nicht ausgetragen |
| 1981 | Junie Chatman Mark Vines     | Ian Harris Craig Wittus       | 6:1, 6:2          |                   |
| 1980 | Chris Mayotte Larry Stefanki | Robin Drysdale John Feaver    | 6:4, 3:6, 6:2     |                   |